# Campionati europei di tuffi 2011 - Trampolino 1 metro femminile
La gara si è disputata l'10 marzo 2011 e vi hanno partecipato 27 atlete. Le prime 12 delle qualificazioni sono state ammesse alla finale.

## Medaglie
| Posizione | Atleta         | Paese  |
| --------- | -------------- | ------ |
| Oro       | Tania Cagnotto | Italia |
| Argento   | Nadežda Bažina | Russia |
| Bronzo    | Anna Lindberg  | Svezia |

## Qualifiche
| Pos. | Atleta                  | Nazione       | Punti  |
| ---- | ----------------------- | ------------- | ------ |
| 1    | Anna Lindberg           | Svezia        | 296.60 |
| 2    | Tania Cagnotto          | Italia        | 277.10 |
| 3    | Nadežda Bažina          | Russia        | 276.90 |
| 4    | Maria Marconi           | Italia        | 274.55 |
| 5    | Uschi Freitag           | Germania      | 269.35 |
| 6    | Katja Dieckow           | Germania      | 260.30 |
| 7    | Natalia Zamyatina       | Russia        | 260.20 |
| 8    | Nóra Barta              | Ungheria      | 255.85 |
| 9    | Anna Pysmenska          | Ucraina       | 249.55 |
| 10   | Inge Jansen             | Paesi Bassi   | 243.10 |
| 11   | Fanny Bouvet            | Francia       | 227.15 |
| 12   | Olena Fedorova          | Ucraina       | 226.50 |
| 13   | Magdalena Chlanda       | Polonia       | 225.40 |
| 14   | Hannah Starling         | Gran Bretagna | 225.10 |
| 15   | Iira Laatunen           | Finlandia     | 222.50 |
| 16   | Lina Forndal            | Svezia        | 214.35 |
| 17   | Chloe Hurd              | Gran Bretagna | 214.10 |
| 18   | Taina Karvonen          | Finlandia     | 205.40 |
| 19   | Marija Ivezić           | Serbia        | 204.60 |
| 20   | Anna Pujol              | Spagna        | 201.05 |
| 21   | Sophie Somloi           | Austria       | 199.00 |
| 22   | Marion Farissier        | Francia       | 198.45 |
| 23   | Patrycja Pyrzak         | Polonia       | 198.25 |
| 24   | Flóra Gondos            | Ungheria      | 192.65 |
| 25   | Ksenia Kondrashenkova   | Bielorussia   | 188.60 |
| 26   | Salome Jugeli           | Georgia       | 179.50 |
| 27   | Aliaksandra Yasiukevich | Bielorussia   | 168.10 |

## Finale
| Pos. | Atleta            | Nazione     | Punti  |
| ---- | ----------------- | ----------- | ------ |
|      | Tania Cagnotto    | Italia      | 312.05 |
|      | Nadežda Bažina    | Russia      | 288.75 |
|      | Anna Lindberg     | Svezia      | 287.80 |
| 4    | Maria Marconi     | Italia      | 283.00 |
| 5    | Olena Fedorova    | Ucraina     | 279.50 |
| 6    | Uschi Freitag     | Germania    | 271.50 |
| 6    | Natalia Zamyatina | Russia      | 271.15 |
| 8    | Katja Dieckow     | Germania    | 266.65 |
| 9    | Anna Pysmenska    | Ucraina     | 248.25 |
| 10   | Fanny Bouvet      | Francia     | 239.10 |
| 11   | Inge Jansen       | Paesi Bassi | 235.00 |
| 12   | Nóra Barta        | Ungheria    | 226.85 |

## Fonti
- (EN) Omegatiming.com - Qualifiche (PDF), su omegatiming.com. URL consultato l'11 marzo 2011 (archiviato dall'url originale il 9 aprile 2011).
- (EN) Omegatiming.com - Finale (PDF), su omegatiming.com. URL consultato l'11 marzo 2011 (archiviato dall'url originale il 15 luglio 2011).